# 傑納西奧鎮區 (愛荷華州塞羅戈多縣)
傑納西奧鎮區（英語：Geneseo Township）是位於美國愛荷華州塞羅戈多縣的一個行政鎮區。

## 地方資料
根據2010年美國人口普查的數據，傑納西奧鎮區的面積為93.29平方千米，當中陸地面積為93.23平方千米，而水域面積為0.06平方千米。當地共有人口1206人，而人口密度為每平方千米12.93人。